# Senec (Zruč-Senec)
Senec je jižní část obce Zruč-Senec v okrese Plzeň-sever v Plzeňském kraji. Je zde evidováno 606 adres. V roce 2011 zde trvale žilo 1 338 obyvatel.
Senec leží v katastrálním území Senec u Plzně o rozloze 4,17 km2.

## Historie
První písemná zmínka o vesnici pochází z roku 1295.

## Obyvatelstvo
| Rok            | 1869 | 1880 | 1890 | 1900 | 1910 | 1921 | 1930 | 1950 | 1961 | 1970 | 1980 | 1991 | 2001  | 2011  | 2021  |
| -------------- | ---- | ---- | ---- | ---- | ---- | ---- | ---- | ---- | ---- | ---- | ---- | ---- | ----- | ----- | ----- |
| Počet obyvatel | 243  | 296  | 331  | 437  | 465  | 447  | 556  | 690  | 839  | 886  | 993  | 986  | 1 114 | 1 338 | 1 627 |
| Počet domů     | 36   | 47   | 51   | 61   | 63   | 68   | 104  | 208  | 208  | 241  | 253  | 294  | 361   | 412   | 568   |

## Obecní správa
Při sčítání lidu v letech 1869–1930 Senec byl samostatnou obcí v okrese Plzeň. V letech 1950–1991 byl částí obce Zruč, se kterým patřil nejprve do okresu Plzeň-okolí, ale v letech 1961–1991 v okrese Plzeň-sever. Od 1. července 1991 je částí obce Zruč-Senec v okrese Plzeň-sever.

## Pamětihodnosti
- Kaple návesní

## Další fotografie

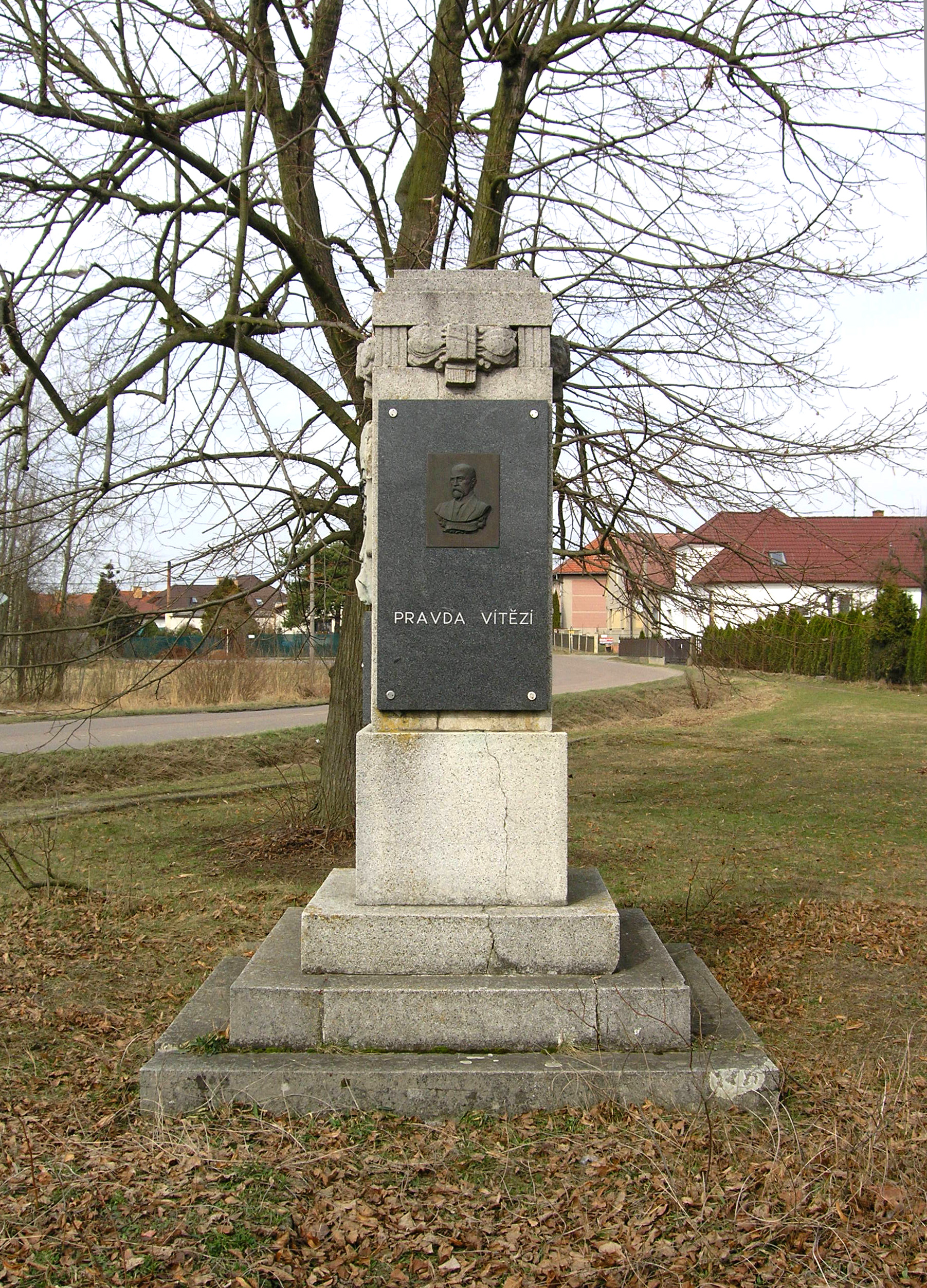
Památník „Pravda vítězí“
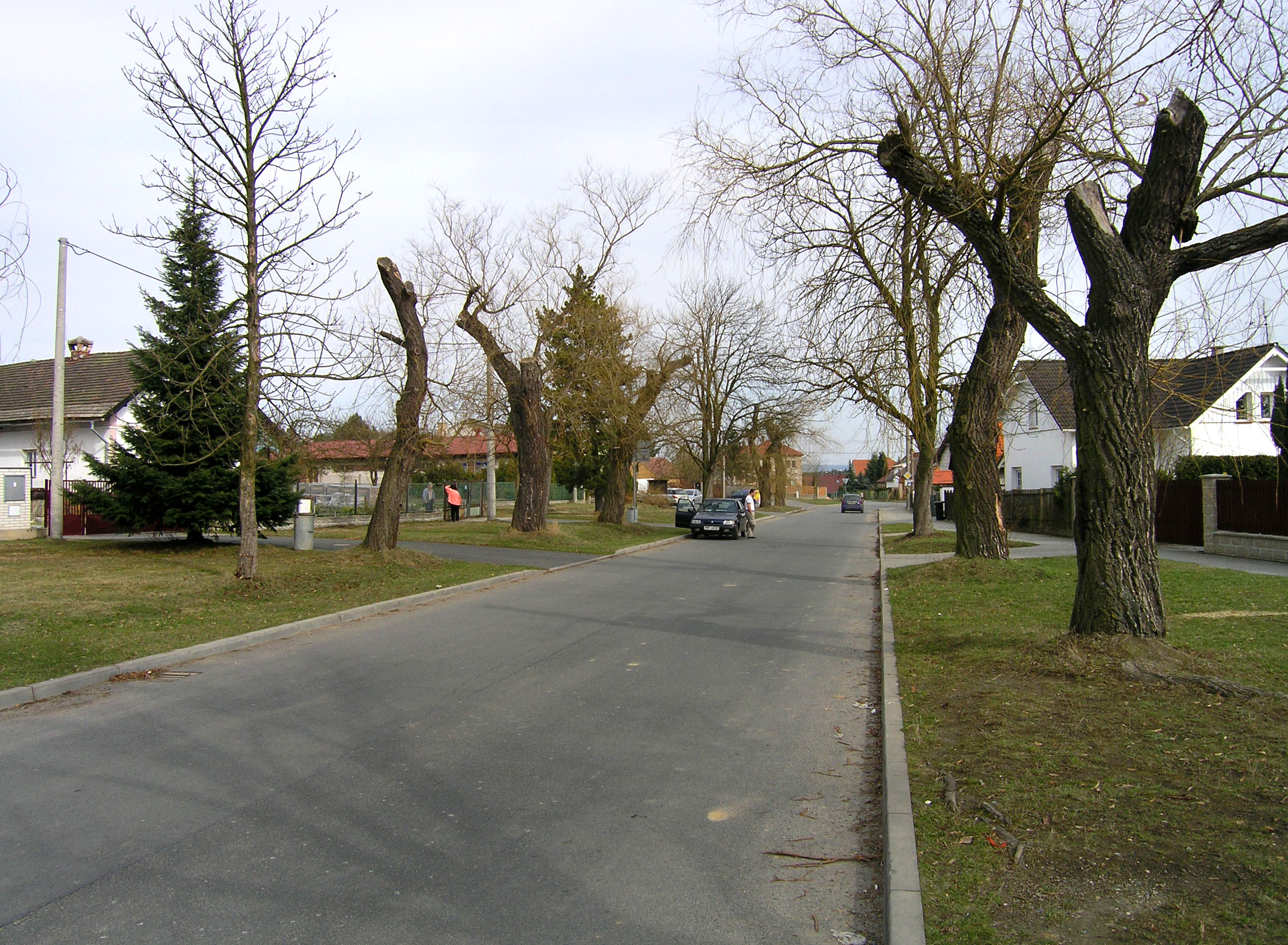
Ulice U Pomníku
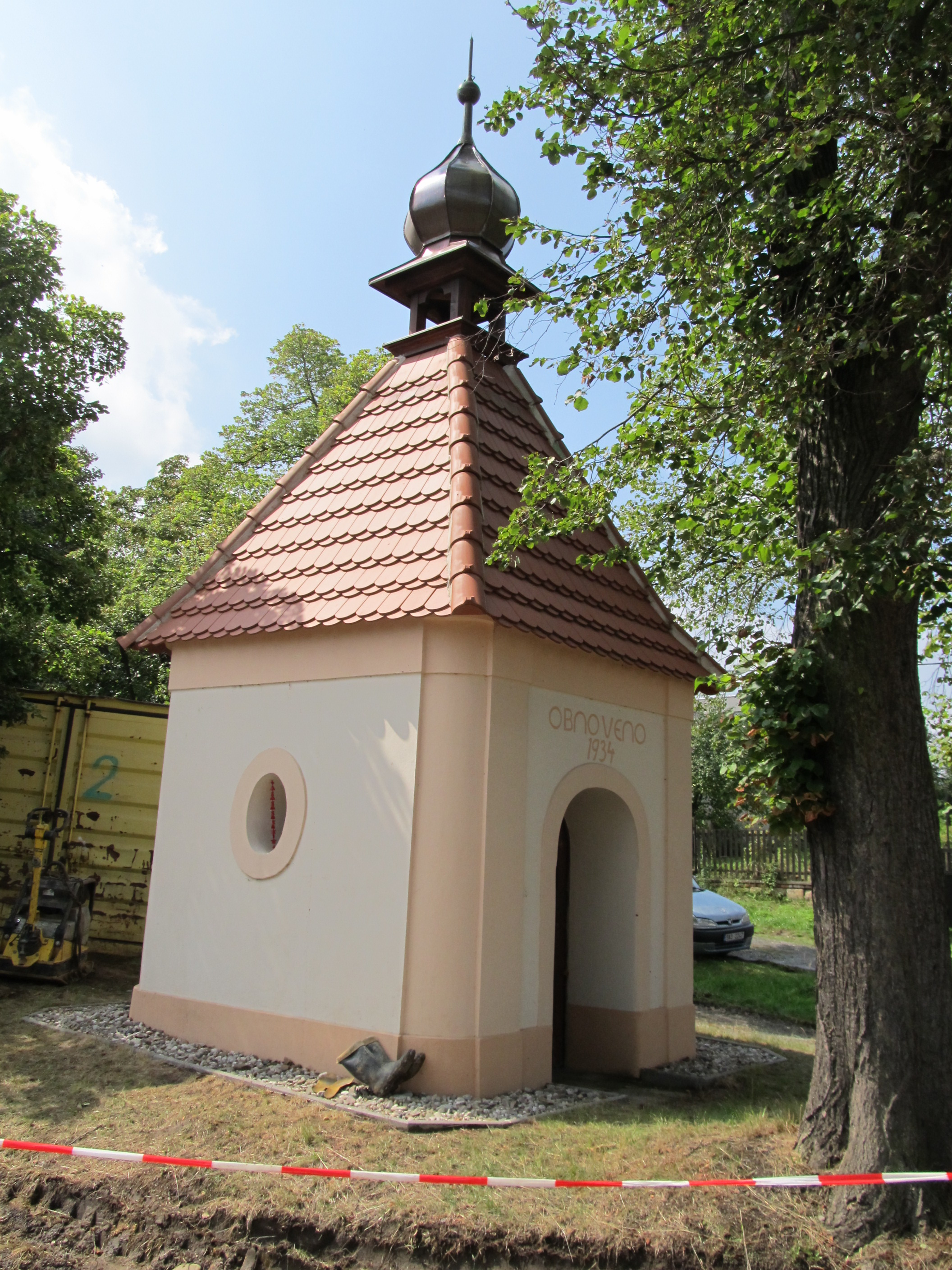
Návesní kaple